# 1222

## Esdeveniments
- Creació de la universitat a Pàdua
- Primera irrupció dels mongols a Europa
- Mali esdevé oficialment un imperi
- Fundació de l'ordre dels cavallers teutònics a les croades

## Necrològiques
- 23 de juny, Catània, Sicília: Constança d'Aragó i de Castella, princesa de la Corona d'Aragó, reina consort d'Hongria i emperadriu consort del Sacre Imperi Romanogermànic (n. ca. 1179).[1]
- 2 d'agost, Tolosa de Llenguadoc (Comtat de Tolosa)ː Ramon VI, comte de Tolosa i Melguelh i marquès de Provença (n. 1156).